# Estadio Allen Riggioni
El Estadio Municipal Allen Riggioni Suárez es un estadio deportivo ubicado en la ciudad de Grecia, Alajuela, Costa Rica. Fue inaugurado en 1973 y en 2012 recibió varias remodelaciones importantes en su infraestructura.

## Características
El estadio es sede del Municipal Grecia, que se encuentra en la Primera División de Costa Rica. Cuenta con capacidad para 4.000 aficionados, pista atlética, gramilla natural e iluminación artificial. Sus graderías son de color celeste y las cuenta por tres sectores del estadio.
En este recinto se han jugado varias finales de la Segunda División, donde la mayoría el club local las ha ganado.
Es conocido como La guarida de la Pantera debido a que la mascota del equipo local (Municipal Grecia) es una Pantera.
El estadio también ha sido sede alterna de la Asociación Deportiva Carmelita, en algunos de sus encuentros de local en la Primera División.
Situación con el terreno donde se ubica el Estadio
En la administración municipal, periodo 2010-2016, se desató una problemática sobre el lugar que, por años ha ocupado el estadio de la ciudad de Grecia. Consta en actas que el terreno fue adquirido y, según informes de la Municipalidad de Grecia, la deuda fue cancelada en su totalidad en 1976, pero el terreno desde hace 44 años no aparece inscrito a nombre de esta.
Después de fallecido el señor Bolaños (propietario anterior), cuando la Municipalidad de Grecia intentó inscribir el terreno, la sucesión argumentó que existía una diferencia de 5000 metros de terreno que se le debía cancelar.